# 吕明辰
吕明辰（1955年—），山东临沂人，汉族，中华人民共和国政治人物、第十二届全国人民代表大会山东地区代表。
毕业于中央党校党史专业。加入中国共产党。任山东省总工会常务副主席。2008年起担任全国人大代表。2013年，担任全国人大代表。